# 千鶴御前 (中原兼遠の妻)
千鶴御前（せんつるごぜん、生没年不詳）は、平安時代後期の女性。巴御前の母で、中原兼遠の妻とされる。源義仲の乳母。同時代史料には見えず、実在には疑問がある。

## 略歴
中原兼遠は16歳の時に武蔵国に来て、豪族児玉貞近の娘である千鶴御前を娶り、その後信濃国木曽谷に移り住んだ。長野県飯田市龍江に墓地がある。